# Nadia Anggraini
Nadia Anggraini (* 19. Juli 1995) ist eine indonesische Hochspringerin.

## Sportliche Laufbahn
Erste internationale Erfahrungen sammelte Nadia Anggraini bei den Juniorenasienmeisterschaften 2014 in Taipeh, bei denen sie mit 1,72 m die Bronzemedaille gewann. 2017 nahm sie an den Südostasienspielen in Kuala Lumpur teil und wurde dort mit 1,75 m Fünfte. 2018 qualifizierte sie sich erstmals für die Asienspiele in Jakarta und belegte dort mit 1,70 m den geteilten elften Rang. Im Jahr darauf schied sie bei der Sommer-Universiade in Neapel mit 1,70 m in der Qualifikation aus.
2017 und 2018 wurde Anggraini Indonesische Meisterin im Hochsprung. Sie ist Absolventin der State University of Jakarta.